# I Love Money
I Love Money ist eine US-amerikanische Reality-Fernsehserie, produziert von Mark Cronin, Cris Abrego und Ben Samek der Produktionsfirma 51 Minds im Auftrag des Fernsehsenders VH1. Kandidaten aus verschiedenen VH1-Shows, den sogenannten „Celebreality“-Shows, treten im Rennen um 250.000 US-Dollar gegeneinander an. In unterschiedlichen Disziplinen ist es an den Kandidaten, mentale und physische Stärke zu beweisen und es mit List und Tücke zu versuchen, die möglichst längste Zeit im Rennen zu bleiben. Als Grundlage für die Disziplinen gelten denkwürdige Szenen aus vergangenen VH1-Shows. Craig J. Jackson moderierte die ersten zwei Staffeln der Show.

## Erste Staffel – I Love Money (2008)
- Original-Erstausstrahlung: 6. Juli 2008 auf VH1
- Deutsche Erstausstrahlung: 31. Juli 2009 auf MTV[2]

Am 6. Juli 2008 ging mit I Love Money der vierte Ableger der Dating-Show Flavor of Love auf Sendung. In 14 Folgen kämpften 17 ehemalige Kandidaten der Sendungen Flavor of Love, Rock of Love und I Love New York um ein Preisgeld in Höhe von 250.000 US-Dollar.
Den Sieg konnte Hoopz für sich entscheiden, bereits 2006 wurde sie zur Gewinnerin der ersten Staffel von Flavor of Love gekürt.
Die deutsche Erstausstrahlung auf MTV ist für Juli 2009 geplant. MTV erhält mit der früheren Ausstrahlung der zeitlich nach I Love Money stattfindenden Show Charm School: Rock of Love Girls nicht die ursprüngliche Reihenfolge der inhaltlich verbundenen Serien ein.
In der Sendung werden die Kandidaten unter ihren bürgerlichen Vornamen oder unter den von Flavor Flav und New York vergebenen Spitznamen aufgeführt. Ausnahmen bilden Brandi Cunningham und Cindy Steele, die wie bei Rock of Love als „Brandi C.“ und „Rodeo“ auftreten.

### Kandidaten
| Kandidat        | Kandidat          | Ausgeschieden         | Original-Show     |
| --------------- | ----------------- | --------------------- | ----------------- |
| Hoopz           | Nicole Alexander  | Gewinnerin            | Flavor of Love    |
| Whiteboy        | Joshua Gallander  | Folge 13              | I Love New York   |
| Megan           | Megan Hauserman   | Folge 13 (freiwillig) | Rock of Love 2    |
| Real            | Ahmad Givens      | Folge 13              | I Love New York   |
| Pumkin          | Brooke Thompson   | Folge 11              | Flavor of Love    |
| Toastee         | Jennifer Toof     | Folge 11              | Flavor of Love 2  |
| Brandi C.       | Brandi Cunningham | Folge 10 (freiwillig) | Rock of Love      |
| The Entertainer | Frank Maresca     | Folge 10              | I Love New York 2 |
| Heather         | Heather Chadwell  | Folge 9               | Rock of Love      |
| 12 Pack         | David Amerman     | Folge 8               | I Love New York   |
| Rodeo           | Cindy Steedle     | Folge 7               | Rock of Love      |
| Chance          | Kamal Givens      | Folge 6               | I Love New York   |
| Destiney        | Destiney Moore    | Folge 5               | Rock of Love 2    |
| Mr. Boston      | Lee Marks         | Folge 4               | I Love New York   |
| Heat            | Jason Rosell      | Folge 3               | I Love New York   |
| Nibblz          | Domenique Majors  | Folge 2               | Flavor of Love 2  |
| Midget Mac      | Torrey Samuels    | Folge 1               | I Love New York 2 |

### Resonanz
Die erste Folge erreichte nur unterdurchschnittliche 1,9 Millionen Zuschauer.
Die zweite jedoch 2 Millionen.

### Nach der Show
- Die Kandidatinnen Destiney, Rodeo, Heather, Brandi C. und Megan nahmen im Herbst 2008 an der Show Rock of Love: Charm School teil.
- Heat und The Entertainer versuchten 2009 ihr Glück ein zweites Mal bei der zweiten Staffel von I Love Money.
- Real und Chance bekamen ihre eigene Dating-Show unter dem Titel Real Chance of Love welche im September 2008 im US-Fernsehen anlief.
- Im Mai 2009 war 12 Pack als Kandidat in der Sendung Daisy of Love zu sehen.[6]
- Im August 2009 beginnt die Ausstrahlung von Megan Wants a Millionaire, einer Dating-Show mit Megan in der Hauptrolle.[7]

## Zweite Staffel – I Love Money 2 (2009)
- Original-Erstausstrahlung: 2. Februar 2009 auf VH1
- Deutsche Erstausstrahlung: 10. August 2010 auf MTV

Am 2. Februar 2009 ging mit I Love Money 2 die zweite Staffel der Game-Show auf Sendung. Neben Kandidaten der Serien Flavor of Love, Rock of Love und I Love New York traten auch erstmals Kandidatinnen der ersten Staffel der Show Real Chance of Love an im Rennen um 250.000 US-Dollar.
Heat und The Entertainer, Kandidaten der ersten Staffel, nahmen ein weiteres Mal teil, schieden aber bereits gegen Mitte der Staffel aus. Neben den ehemaligen Rock-of-Love-Kandidatinnen wurden auch Leilene, ehemals „Smiley“, und Saaphyri unter ihren bürgerlichen Vornamen geführt.
Gewinnerin der zweiten Staffel ist die aus Miami stammende Myammee, welche sich in der Endrunde gegenüber dem Gewinner von I Love New York 2, Tailor Made, behaupten konnte.
Die neue Staffel startete am 10. August 2010 auf MTV.

### Kandidaten
| Kandidat        | Kandidat          | Ausgeschieden | Original-Show       |
| --------------- | ----------------- | ------------- | ------------------- |
| Myammee         | Angela Pitts      | Gewinnerin    | Flavor of Love 3    |
| Tailor Made     | George Weisgerber | Folge 14      | I Love New York 2   |
| It              | Kwame Smalls      | Folge 14      | I Love New York 2   |
| Prancer         | Mercedes Clausen  | Folge 14      | Flavor of Love 3    |
| Saaphyri        | Saaphyri Windsor  | Folge 14      | Flavor of Love 2    |
| Frenchy         | Angelique Morgan  | Folge 13      | Rock of Love 2      |
| Ice             | Amanda Habrowski  | Folge 12      | Flavor of Love 3    |
| 20 Pack         | Nico Vasquez      | Folge 11      | I Love New York 2   |
| Buckwild        | Becky Johnston    | Folge 10      | Flavor of Love 2    |
| Cali            | Christine Ly      | Folge 9       | Real Chance of Love |
| The Entertainer | Frank Maresca     | Folge 8       | I Love New York 2   |
| Bonez           | Kevin Peters      | Folge 7       | I Love New York     |
| Heat            | Jason Rosell      | Folge 6       | I Love New York     |
| Milf            | Ahmo Hight        | Folge 5       | Real Chance of Love |
| Buddha          | Ezra Masters      | Folge 4       | I Love New York 2   |
| T-Weed          | Kevin Watson      | Folge 4       | I Love New York     |
| Smiley          | Leilene Ondrade   | Folge 3       | Flavor of Love      |
| Onyx            | William Lash      | Folge 2       | I Love New York     |
| Tamara          | Tamara Witmer     | Folge 1       | Rock of Love        |

### Nach der Show
- Tailor Made war zuletzt in der Doku-Soap New York Goes to Hollywood zu sehen, in welcher auch seine Trennung von New York thematisiert wurde. Nach I Love Money kandidierten er und It, Kwame Smalls, für einen Sitz im New Yorker Stadtrat.[8]

## Dritte Staffel - I Love Money 3 (2009)
- Original-Erstausstrahlung: Abgesetzt
- Deutsche Erstausstrahlung: -

Die Produktion von I Love Money 3 startete im Juni 2009 und endete im August. An der Show nahmen Kandidaten von Flavor of Love, I Love New York, Rock of Love, Real Chance of Love, Daisy of Love, For the Love of Ray J und Megan Wants a Millionaire teil. Die Show wurde in Mexiko, und wegen der Schweinegrippe nicht, wie vorher geplant, in Costa Rica, gedreht.
Die Ausstrahlung von I Love Money 3 war für den Januar 2010 angesetzt, im August 2009 aber verschob VH1 die Ausstrahlung, weil Ryan Jenkins, ein Kandidat von Megan Wants a Millionaire, im Mordfall an dem Playboy-Model Jasmine Fiore involviert sein sollte. Lacey Conner von Rock of Love, die auch an der Show teilnahm, gab kurz nach ihrer Ankunft aus Mexiko auf ihrer Myspace-Seite bekannt, dass die Show nicht ausgestrahlt wird. Jenkins wurde am 24. August 2009 tot in einem Motel aufgefunden. Die Polizei geht von Selbstmord aus. Noch am selben Tag gab VH1 auf seiner Website an, dass I Love Money 3 nicht ausgestrahlt wird.
VH1 gab nichts über die Show bekannt, jedoch wurde auf mehreren Internetseiten folgende Kandidatenliste, inklusive der Reihenfolge des Ausscheidens, bekannt gegeben. Ob diese garantiert so stimmt kann nicht bestätigt werden. Auch ist bis heute nicht bekannt wer der Sieger von I Love Money 3 ist.
| Kandidat  | Kandidat         | Ausgeschieden        | Original-Show             |
| --------- | ---------------- | -------------------- | ------------------------- |
| Weasel    | Pauly            | Finale               | Daisy of Love             |
| Ryan      | Ryan Jenkins     | Finale               | Megan Wants a Millionaire |
| Cocktail  | Joanna Hernandez | Finale               | For the Love of Ray J     |
| Bubbles   | Bianca Sloof     | Finale               | Real Chance of Love       |
| Wolf      | Greg Harris      | Folge 12             | I Love New York 2         |
| Lacey     | Lacey Conner     | Folge 11             | Rock of Love              |
| Cashmere  | Leah             | Folge 10             | For the Love of Ray J     |
| Lil' Hood | Chelsey Fatula   | Folge 9              | For the Love of Ray J     |
| Buckeey   | Shay Johnston    | Folge 8              | Flavor of Love 2          |
| Pretty    | Wyatt McCullum   | Folge 7              | I Love New York 2         |
| Fox       | Daniel Alfonso   | Folge 6              | Daisy of Love             |
| Professor | Brandon Cabeza   | Folge 6              | Daisy of Love             |
| Big Rig   | Jeremiah Riggs   | Folge 5 (Verletzung) | Daisy of Love             |
| Deelishis | Chandra Davis    | Folge 4 (DQ)         | Flavor of Love 2          |
| Joe       | Joseph           | Folge 3              | Megan Wants a Millionaire |
| Sinister  | Derrick Tribbett | Folge 2              | Daisy of Love             |
| Marcia    | Marcia Alves     | Folge 1              | Rock of Love Bus          |

### Nach der Show
- Marcia Alves versuchte ihr Glück erneut in der vierten Staffel von I Love Money, schied jedoch in der vierten Folge erneut aus.

## Vierte Staffel – I Love Money 4 (2009)
- Original-Erstausstrahlung: 16. September 2010 auf VH1
- Deutsche Erstausstrahlung: -

Die Produktion von I Love Money 4 begann im August 2009 und endete im September 2009. An der Show nahmen Kandidaten von I Love New York, Rock of Love, Real Chance of Love, Daisy of Love, For the Love of Ray J und Megan Wants a Millionaire teil. Die Produktion fand in Manzanillo in Mexico statt.
Ursprünglich sollte auch diese Staffel gecancelt werden, VH1 strahlte sie dann aber doch vom 16. September 2010 bis zum 1. Dezember 2010 aus.
Mindy Hall konnte sich im Finale gegen die Konkurrenz durchsetzen und gewann somit das Preisgeld.

### Kandidaten
| Kandidat      | Kandidat          | Ausgeschieden | Original-Show             |
| ------------- | ----------------- | ------------- | ------------------------- |
| Mindy         | Mindy Hall        | Gewinnerin    | Rock of Love Bus          |
| Brooklyn      | Christopher Cas   | Folge 12      | Daisy of Love             |
| Hot Wings     | Kamille Leai      | Folge 12      | Real Chance of Love 2     |
| Punisher      | Sharay Hayes      | Folge 12      | Megan Wants a Millionaire |
| 6 Gauge       | Chris Kummer      | Folge 11      | Daisy of Love             |
| Brittanya     | Brittanya O'Campo | Folge 11      | Rock of Love Bus          |
| Francisco     | Francisco Baserva | Folge 10      | Megan Wants a Millionaire |
| Corn Fed      | Abbi Noah         | Folge 9       | Real Chance of Love       |
| Garth         | Garth McKeown     | Folge 9       | Megan Wants a Millionaire |
| Sassy         | Gabrielle Carey   | Folge 8       | Real Chance of Love 2     |
| Blonde Baller | Kip Force         | Folge 7       | Real Chance of Love 2     |
| Feisty        | Elizabeth Mendez  | Folge 6       | For the Love of Ray J     |
| Chi Chi       | Branden Mathena   | Folge 5       | Daisy of Love             |
| Marcia        | Marcia Alves      | Folge 4       | Rock of Love Bus          |
| Alex          | Alex Netto        | Folge 3       | Megan Wants a Millionaire |
| 20 Pack       | Nico Vasquez      | Folge 2       | I Love New York 2         |
| Mamacita      | Michelle Cruz     | Folge 1       | Real Chance of Love 2     |
| Cheezy        | Matthew Lavy      | Folge 1       | I Love New York 2         |